# Joaquín Zavala Solís
Joaquín Zavala Solís (30 de noviembre de 1835 - 30 de noviembre de 1906) fue un militar y político nicaragüense, que ocupó la Presidencia de La República desde 1879 hasta 1883 durante el llamado período de los Treinta Años de gobiernos conservadores en este país centroamericano.
Siguió la carrera de las armas y llegó a alcanzar el grado de general. 
Durante su administración se realizaron numerosas obras públicas, se dio impulso a la educación, se mantuvo la estabilidad de las finanzas públicas y se fundó la Biblioteca Nacional. 
Enfrentó una insurrección de los indígenas de Matagalpa, que fue duramente reprimida y derrotada al costo de muchas muertes.
También, expulsó de Nicaragua a los jesuitas, por presiones de Rufino Barrios, presidente de Guatemala.
En Nicaragua es recordado sobre todo por haber frustrado la petición del joven Rubén Darío, quien luego se convertiría en uno de los poetas más conocidos de la lengua castellana, al negarle la concesión de una beca del gobierno para estudiar en Europa. En 1882 un impúber Darío, leyó algunos de sus poemas, cargados de inocente simpatía al liberalismo, a un grupo que incluye al Presidente, un conservador, lo cual Zavala habría reprobado, diciéndole:
"Hijo mío, si así escribes ahora contra la religión de tus padres y de tu patria, ¿qué será si te vas a Europa a aprender cosas peores?"